# 임형수
임형수(林亨秀, 1514년~1547년)는 조선의 문신이다.
그는 어려서부터 총명하고 성격이 강직했다는 기록이 남겨져 있다. 1535년 문과에 급제한 그는 홍문관의 주서, 기사관, 사서, 설서, 수찬, 그이외에도 사헌부의 전한, 홍문관의 부제학, 함경도 회령판관 등의 벼슬을 지내다가 그만두었다. 그러나 1545년, 명종이 즉위하자 을사사화가 일어나면서부터 전라도 제주목사로 재차 부임했다가 또다시 사직하고 초야로 돌아갔다.
그러나 1547년에 벽서사건이 일어나자 압송되어 윤원형에 의해 사사됐다.